# Chances Are (Bob Marley)
Chances Are è un album postumo del cantante Reggae Bob Marley pubblicato a ottobre 1981, pochi mesi dopo la morte dell'artista.
Pubblicato dalla WEA, contiene brani inediti registrati da Marley tra il 1968 ed il 1972 per la casa discografica JAD che costituiscono i primi tentativi di Marley di sfondare nel mercato discografico occidentale.
Tutti i brani sono stati remixati e rielaborati dal produttore originario Danny Sims appositamente per questa compilation.
Ancora in cerca della sua strada, in questi primi tentativi il suono della musica di Marley è più vicina alla black music che al reggae vero e proprio.

## Tracce
Tutti i brani sono di Bob Marley, eccetto dove indicato.
Lato A
1. Reggae on Broadway
2. Gonna Get You (Jimmy Norman, Al Pyfrom)
3. Chances Are
4. Soul Rebel

Lato B
1. Dance Do the Reggae
2. Mellow Mood
3. Stay With Me (Jimmy Briggs, Steve Creech)
4. I'm Hurting Inside